# Harvey Weinstein
Harvey Weinstein, (19 de março de 1952), é um ex-produtor de filmes norte-americano condenado por crimes sexuais. Ele e seu irmão Bob Weinstein co-fundaram a empresa de entretenimento Miramax, que produziu vários filmes independentes de sucesso, incluindo Sex, Lies and Videotape (1989), The Crying Game (1992), Pulp Fiction (1994), Heavenly Creatures (1994), Flirting with Disaster (1996) e Shakespeare in Love (1998). Weinstein ganhou um Óscar por produzir Shakespeare in Love e ganhou sete Tony Awards por uma variedade de peças e musicais, incluindo The Producers, Billy Elliot - The Musical e August: Osage County. Depois de deixar a Miramax, Weinstein e seu irmão Bob fundaram a The Weinstein Company, um estúdio de cinema. Ele foi co-presidente, ao lado de Bob, de 2005 a 2017.
Em outubro de 2017, após ter sido acusado de cometer abusos sexuais,  Weinstein foi desligado de sua empresa e expulso da Academia de Artes e Ciências Cinematográficas. Em 31 de outubro, mais de oitenta mulheres fizeram denúncias contra Weinstein. As acusações provocaram o início da campanha #MeToo, na mídia social. Logo seguiu-se uma onda acusações semelhantes, contra outros homens poderosos que também acabaram demitidos, no âmbito do chamado "efeito Weinstein". Em 25 de maio de 2018, Weinstein foi preso em Nova Iorque, acusado de estupro e outros delitos, sendo libertado sob fiança. Seu julgamento começou em 6 de janeiro de 2020. Ele também foi acusado de estupro em Los Angeles. Em 24 de fevereiro do mesmo ano, foi julgado culpado de dois dos cinco crimes, em Nova Iorque, acarretando uma sentença de até 25 anos de prisão.

## Escândalo sexual
Em 2017, foi acusado de assédio sexual por várias mulheres, incluindo Angelina Jolie, Gwyneth Paltrow, Mira Sorvino, Rosanna Arquette, Emma de Caunes, Judith Godrèche, Léa Seydoux, Cara Delevingne, Ashley Judd, Rose McGowan, Heather Graham, Brit Marling, Zoe Brock, Lucia Stoller e Louisette Geiss. Pelo menos três mulheres o acusaram de estupro: a italiana Asia Argento, a atriz Lucia Evans e uma terceira, que permaneceu anônima. O escândalo repercutiu de tal forma que sua esposa, a estilista de moda inglesa Georgina Chapman, pediu o divórcio do produtor, com quem estava casada havia dez anos. O caso também teve repercussões profissionais: os membros do conselho do Óscar votaram pela expulsão de Weinstein da organização. Ele também foi excluído da empresa que criou, a Weinstein Company. Harvey Weinstein também teria contratado a Kroll Inc. para encobrir a provas e obstruir a justiça, em processos contra ele.
Em 25 de abril de 2024, o mais alto tribunal de Nova York anulou uma das condenações por estupro do ex-magnata do cinema, em 2020. A Justiça concluiu que o juiz que condenou Weinstein prejudicou o empresário ao incluir no processo depoimentos de testemunhas que não faziam parte da ação. Apesar da anulação, Weistein segue preso por outra condenação por estupro.

## Prêmios e honrarias
Antes do escândalo, Harvey Weinstein havia recebido vários prêmios. Em 26 de setembro de 2000, recebeu o título de doutor honoris causa, pela Universidade de Buffalo. Em 19 de abril de 2004, Weinstein foi eleito Comandante da Ordem do Império Britânico (CBE) em reconhecimento ao seu trabalho para a indústria cinematográfica. Este prêmio foi "honorário" já que Weinstein não é cidadão da Commonwealth. Em 2 de março de 2012, Weinstein foi eleito cavaleiro da Legião de Honra da França, em reconhecimento ao seu esforço de popularizar filmes estrangeiros nos Estados Unidos.
A Universidade de Buffalo revogou seu doutorado honoris causa, dizendo que sua conduta "contradiz o espírito de um doutor honorário", enquanto o presidente da França Emmanuel Macron afirmou estar a fazer diligências no sentido de revogar o seu título da Legião de Honra, ambos em 2017. Em 18 de setembro de 2020, Weinstein perdeu seu título honorário de Comandante da Ordem do Império Britânico.